# У тилу ворога (фільм, 1999)
«У тилу ворога» — кінофільм режисера Оллі Саарела, що вийшов на екрани в 1999 році.

## Зміст
1941 рік. Розвідзагін фінського лейтенанта Ееро Перкола отримав секретне завдання просунутися вглиб радянської території, відібраної у фінів у Зимову кампанію 39-40-вих років. Відома тільки точка призначення, де загін повинен закріпитися і чекати подальших розпоряджень. Усе інше – невідомість, як для командування фінської армії, так і для загону. Всіх підстерігає небезпека, кожен по черзі повинен ризикнути і рухатися попереду загону, щоб інші не потрапили в засідку. Нічого не знають про цю групу і передові частини армії, готові знищувати все, що рухається на відстані пострілу.

## Ролі
| Актор             | Роль |
| ----------------- | ---- |
| Петер Францен     | -    |
| Ірина Бьерклунд   | -    |
| Карі Хейсканен    | -    |
| Тайсто Реймалуото | -    |
| Карі Вяянянен     | -    |
| Томмі Ерон        | -    |
| Пекка Хейккінен   | -    |
| Пекка Хуотарі     | -    |
| Теро Яртт         | -    |
| Рауно Джавонен    | -    |

## Знімальна група
- Режисер — Оллі Саарела
- Сценарист — Антті Туурі
- Продюсер — Ілкка Матіла, Марко Рор, Джуні Мутанна
- Композитор — Туомас Кантелінен